# Сходница
Сходница (украјински: Східниця, пољски: Schodnica) је сеоско насеље у Лавовској области, Западна Украјина. Насеље је део Дрогобичког реона и заступа га локални Савет насеља. Насеље је седиште управе насеља Схидница. Број становника: 2,250 (подаци из 2022. године).

## О насељу
Сходница се налази на надморској висини од 600 — 900 метара изнад нивоа мора. Планине око града достижу висину од 823 метара.
Удаљеност од регионалног центра Лавова 102 километра, до Борислава је 14 километара а до Дрогобича је удаљеност 25 километара.
се први пут помиње у документима који датирају из 15. века.
Сходница је позната по својим налазиштима минералне воде. Данас постоји 38 извора и 17 бунара са различитим хемијским саставом минералне воде.
До 18. јула 2020. Сходница је административно припадала општини Борислав. Као део административне реформе Украјине, којом је број рејона Лавовске области смањен на седам, општина Борислав је спојена са Дрогобичким рејоном.
До 26. јануара 2024. године, Сходница је била означена као насеље градског типа. На тај дан је ступио на снагу нови закон којим је укинут овај статус, а Сходница је постала сеоско насеље.

## Синагога
Једина дрвена синагога у Украјини која није уништена током Другог светског рата налази се у овом селу. Изграђена је крајем 19. века. Објекат има 12 прозора и коришћена је до тренутка немачке инвазије 1941. године.